# Stuart Dutamby
Stuart Dutamby (* 24. April 1994 in Saint-Germain-en-Laye) ist ein französischer Sprinter.

## Sportliche Laufbahn
Bei den U23-Europameisterschaften 2015 in Tallinn erreichte Dutamby den fünften Platz über 200 Meter und konnte mit der französischen Staffel über 4-mal 100 Meter die Goldmedaille holen.
Am 25. Juni 2016 wurde er französischer Vizemeister mit neuer persönlichen Bestzeit (10,12 s) über 100 Meter und konnte sich so für die Olympischen Spiele in Rio de Janeiro qualifizieren. Zwei Wochen später bei den Europameisterschaften belegte er über 4-mal 100 Meter hinter Großbritannien den zweiten Platz.
Bei den Olympischen Spielen 2016 schied er mit der Staffel über 4-mal 100 Meter bereits im Vorlauf aus.

## Persönliche Bestzeiten
- 100 m: 10,12 s, 25. Juni 2016, Angers und
- 200 m: 20,78 s, 27. Juli 2014, Brüssel